# Единбург (област)
 Тази статия е за област Единбург.  За града вижте Единбург.  
Област Единбург (на английски: City of Edinburgh, на шотландски: Mòr-bhaile Dhùn Èideann) е една от 32-те области в Шотландия. Включва в състава си град Единбург и прилежащите му територии.